# Orchestră simfonică

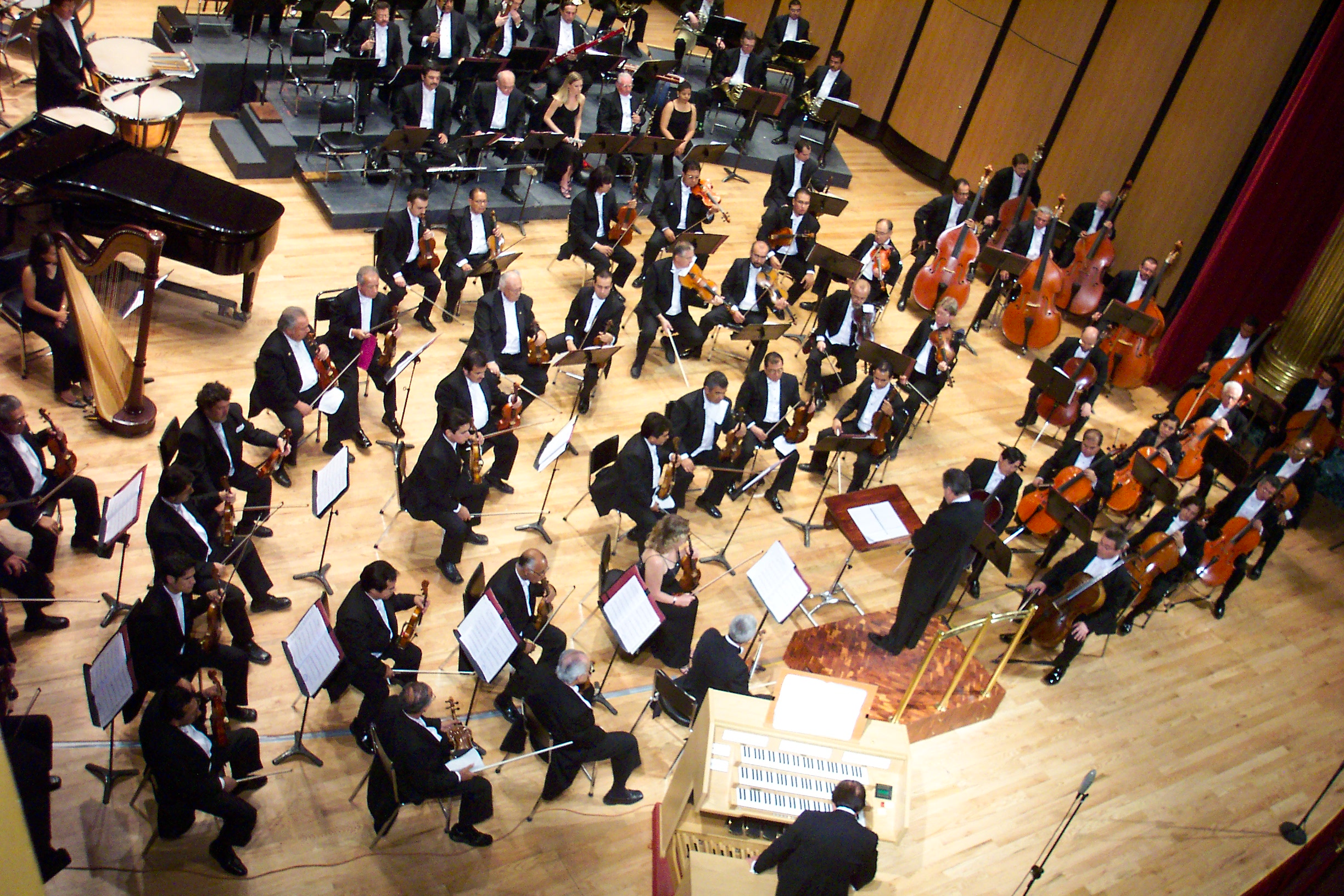
Orchestra Filarmonică Jalisco, Guadalajara, statul Jalisco.

O orchestră simfonică este un ansamblu muzical instrumental de mari dimensiuni. Înțelesul cel mai răspândit al termenului este afiliat culturii europene, făcând referire la o instituție născută în acest spațiu în secolele XVII–XVIII. Ea s-a extins mai apoi în întreaga lume, ca parte a influenței culturii vest-europene.
Muzicologul american Neal Zaslaw remarcă un număr de aspecte definitorii pentru orchestra de tip european, începând din secolul al XVIII-lea (v. secțiunea Lectură suplimentară):
- fundamentul orchestrei este reprezentat de instrumentele cu coarde și arcuș din familia viorii (vioară, violă, violoncel și contrabas)
- aceste instrumente cu coarde sunt organizate în partide (ai căror membri cântă la unison), astfel încât coardele înalte să fie mai multe la număr decât cele grave
- instrumentele de suflat din lemn, cele din alamă și percuțiile apar în configurații diferite, în funcție de epocă, spațiu și repertoriu
- orchestrele unei epoci, aparținând de același spațiu și de același repertoriu, își uniformizează configurația instrumentală pentru a facilita migrarea repertoriului de la un ansamblu la altul
- majoritatea orchestrelor sunt instituții cu un personal stabil, folosesc un calendar al repetițiilor și concertelor și dispun de o structură de administrare și un buget propriu
- unisonul dintre instrumente obligă la alegerea unor interpreți cu o bună pregătire muzicală – în special pentru citirea de partituri
- coordonarea orchestrei se face de către un interpret anume – primul violonist sau claviaturistul (clavecin, pian) ansamblului în secolele XVII–XVIII și dirijorul de la începutul secolului al XIX-lea.

## Etimologie
În greaca veche termenul orkhêstra (orkhêisthai = «a dansa») desemna spațiul semi-circular situat între scenă și spectatori, în care evolua corul. Mai târziu, la Roma, acest spațiu era rezervat spectatorilor de marcă. În cele din urmă acest spațiu va reveni grupului de instrumentiști, multă vreme aflat în spatele decorului (sec. XVII). Din această epocă datează sensul modern al cuvântului orchestră (ansamblu de instrumente din diverse familii). 

## Evoluția orchestrei simfonice
Orchestra simfonica se naște la Veneția în jurul anului 1600. La început ea nu cuprindea decât instrumente cu coarde și arcuș (familia viorii) și un instrument de basso continuo (de obicei un clavecin). 
O orchestră din Dresda avea în 1731:
8 viori I, 
7 viori II,
4 viole,
3 violoncele, 
3 con
2 flaute,
5 oboaie,
5 fagoți,
2 corni,
trompete (în număr variabil) și
2 clavecine (din care unul pentru basul continuu). O orchestră din perioada barocului muzical număra circa 20–25 de instrumentiști. În ansamblul lui Jean-Baptiste LULLY erau 40 de instrumentiști. Spre sfârșitul secolului XVIII (perioada clasică) orchestra simfonică va cunoaște o evoluție considerabilă (HAYDN și MOZART) când dispar din orchestră instrumentele cu coarde ciupite (cu excepția harpei) și intră în orchestră clarinetul și timpanul. 
BEETHOVEN: La timpan se adaugă alte percuții: toba mare, triunghiul, talgerele. La alămuri se adaugă trombonul (Simf. 5, 6, 9). Alămurile sunt mai bine valorificate. Alte inovații: cornul englez, contrafagotul, flautul piccolo. 
În secolul XIX orchestra simfonică ajunge la dimensiuni gigantice. Hector BERLIOZ – un adevărat virtuoz al orchestrei - renovează orchestrația. În Requiem el folosește 16 tromboane și 18 contrabași; în general orchestra lui BERLIOZ numără în jur de 150 de instrumentiști, sau chiar mai mulți. Richard WAGNER dezvoltă orchestra din muzica de operă (orchestrație foarte densă). Camille SAINT-SAËNS folosește xilofonul în Dans macabru (1874). Gustav MAHLER merge până la 10 trompete și percuții neobișnuite (talangă, bici).
Secolul XX aduce noi evoluții: Maurice RAVEL valorifică în mod original toate instrumentele orchestrei în faimosul Bolero, inclusiv saxofonul. În 1909 Arnold SCHÖNBERG compune Klangfarbenmelodie (melodia timbrelor).

## Instrumentele orchestrei simfonice
- Instrumentele de suflat din lemn: piculina, flaut, oboi, corn englez, clarinet, clarinet bas, fagot, contra fagot;

- Instrumentele de suflat din alamă: trompetă, trombon, corn, tubă, corn francez;

- Instrumentele de suflat hibride: familia saxofoanelor (sopranino, sopran, alta, tenor, bariton si bas)

- Instrumente cu coarde cu arcus: vioară, violă, violoncel, contrabas;

- Instrumente cu coarde ciupite: chitară, harpă, clavecin;

- Instrumente cu coarde lovite: pian (pianina);

- Instrumentele de percuție cu sunet nedeterminat: trianglu, toba mică, toba mare, gong, talgere, castaniete;

- Instrumentele de percuție cu sunet determinat: timpani, celestă, xilofon, clopote, vibrafon, marimbafon;

- Instrumente complexe, aerofone: orga mare

Față de dirijor, instrumentele cu coarde se află poziționate chiar în fața acestuia, pe rînduri, de la stînga la dreapta. Urmează instrumentele de suflat, în spatele celor cu coarde și apoi, în spatele acestora cele de percuție. Instrumentele de suflat din alamă au o sonoritate foarte puternică, de asemenea cele de percuție. De aceea ele se folosesc în număr mai redus față de instrumentele de suflat din lemn și instrumentele cu coarde.